# Lisa Loven Kongsli

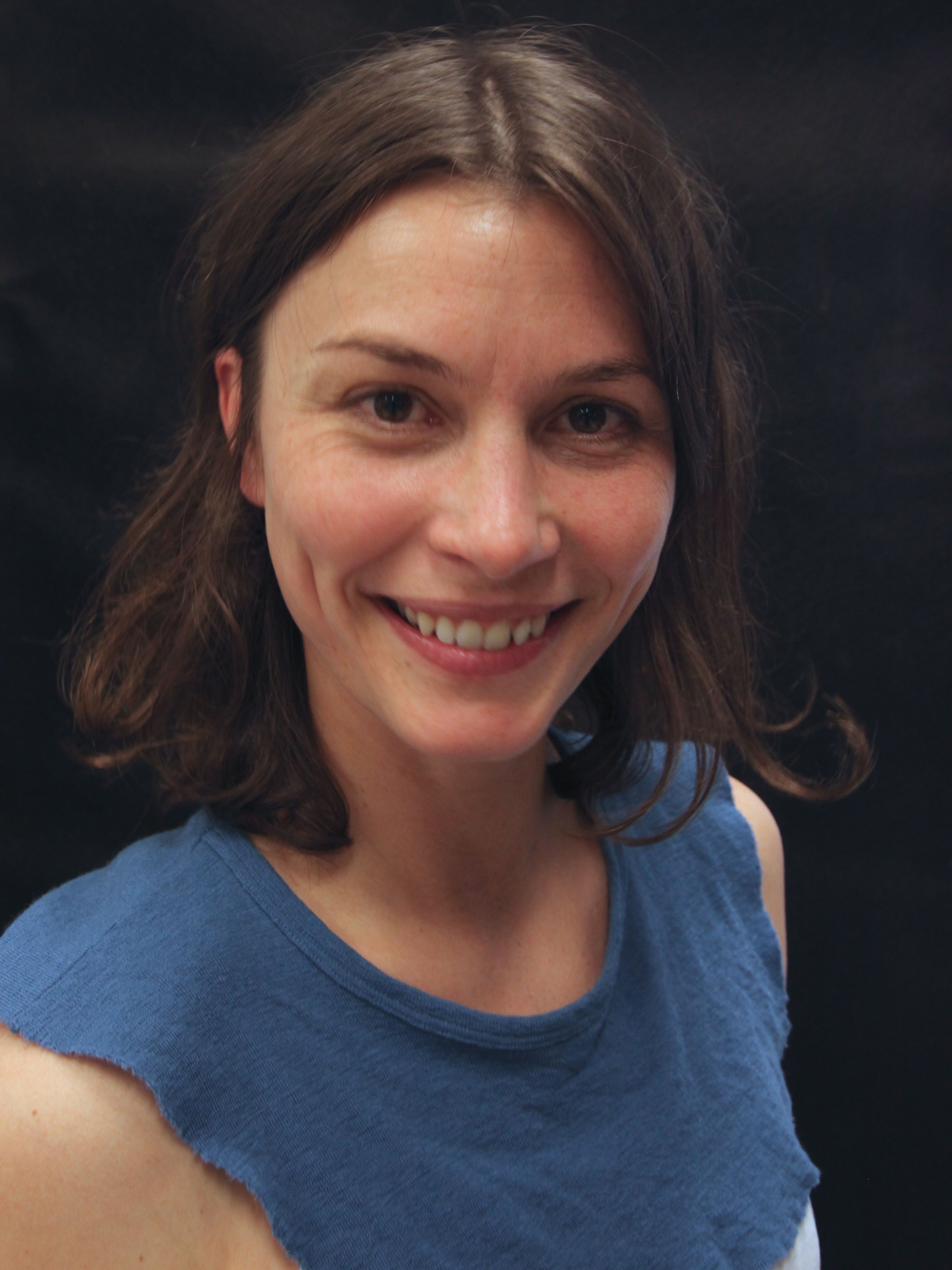
Lisa Loven Kongsli (2013)

Lisa Loven Kongsli (* 23. September 1979 in Oslo, Norwegen) ist eine norwegische Schauspielerin.

## Leben
Lisa Loven Kongsli debütierte im Jahr 2003 als Theaterschauspielerin. Seitdem war sie unter anderem auch in norwegischen Filmen wie Fatso – Und wovon träumst du? und Mein Freund Knerten zu sehen. Ihren großen internationalen Durchbruch hatte sie mit ihrer Darstellung der Ebba in Ruben Östlunds schwedischem Filmdrama Höhere Gewalt. Für ihre Rolle erhielt sie neben Kritikerlob unter anderem eine Nominierung als Beste Hauptdarstellerin des schwedischen Filmpreises Guldbagge. Ihr Schaffen für Film und Fernsehen umfasst mehr als 30 Produktionen.

## Filmografie (Auswahl)
- 2008: Fatso – Und wovon träumst du? (Fatso)
- 2008: 305
- 2009: Mein Freund Knerten (Knerten)
- 2011: Buzz Aldrin, wo warst du in all dem Durcheinander (Buzz Aldrin, hvad blev der af dig?, Fernsehserie, Folge 1x01)
- 2014: Höhere Gewalt (Turist)
- 2015–2017: Occupied – Die Besatzung (Okkupert, Fernsehserie, 8 Folgen)
- 2016: Das Löwenmädchen (Løvekvinnen)
- 2017: Wonder Woman
- 2017: Justice League
- 2018: Ashes in the Snow
- 2019: Giraffe
- 2020: Der Brief für den König (The Letter for the King, Fernsehserie, 6 Folgen)
- 2020–2022: Professionals (Fernsehserie, 10 Folgen)
- 2021: Zack Snyder’s Justice League
- 2021: Clue – Maltesergåten
- 2022: Fædre & mødre
- 2022: Dag & Nat (Fernsehserie, 3 Folgen)
- 2023: Paradise
- 2024: Quislings Siste Dager
- 2024: Une affaire de principe
- 2024: Invitation to Self-Examination
- 2024: Quiet Life
- 2024: Nr. 24
- 2024: Kids in Crime (Fernsehserie, Folge 2x05)
- 2024: Quisling (Fernsehserie, Folge 1x01)
- 2025: Solomamma